# Шоллин, Кристина
Кристина Альма Элизабет Шоллин (швед. Christina Alma Elisabet Schollin; род. 26 декабря 1937 года) ― шведская актриса театра и кино. В первую очередь известна международной аудитории своими ролями в фильмах «Дорогой Джон», «Песнь Норвегии», а также в кинокартине «Фанни и Александр» режиссёра Ингмара Бергмана.

## Биография
Тема «ангела» стала неотъемлемой частью образа Шоллин. До 2011 года она имела свой собственный магазин подарков с соответствующей тематикой, а также зал исполнительских искусств в Старом городе Стокгольма.
В Швеции получила большую известность за исполнении роли Маргареты Охман в сериале Varuhuset роли и Биргитта Вастберг в мыльной опере Tre Kronor, серии которой выходили в 1994―1996 гг. В последующие годы снискала популярность после участия в сериале Wahlgrens värld, который транслировался на телеканале Kanal5 и был посвящён жизни и творчеству дочери Шоллин, Перниллы Вальгрен, которая является певицей и актрисой.
С 1962 года Кристина Шоллин состоит в браке с актёром Хансом Вальгреном; у супругов есть четверо детей: Питер, Никлас (художник и актёр), Пернилла (певица и актриса) и Линус (также является актёром).
В 1966 году была удостоена премии Золотой жук в номинации «Лучшая актриса» за роль в Ормен режиссёра Ханса Абрамса.